# Elsie Houston
Elsie Houston   (Rio de Janeiro, 22 d'abril de 1902 - Nova York, 20 de febrer de 1943) va ser una cantant brasilera.

## Biografia
Elsie Houston va néixer a Rio de Janeiro el 1902. Era descendent dels confederados, propietaris de plantacions del sud que havien vingut al Brasil després de la Guerra Civil Americana. El seu pare era James Franklin Houston, un dentista estatunidenc de Tennessee que es va establir a Rio de Janeiro el 1892, i Arinda Galdo, una descendent de portuguesos de l'illa de Madeira.

## Carrera
Houston va figurar en l'escena literària/artística/musical brasilera durant un moment crític de la seva història. Era de tremenda energia creativa. A més de Mário de Andrade i Pagu, Houston va conèixer a altres membres famosos d'aquest moviment d'artistes, incloent-hi el compositor Heitor Villa-Lobos, els pintors Flavio de Carvalho, Anita Malfatti i Tarsila do Amaral, i el líder del modernisme brasiler, Oswald de Andrade.
Houston es va traslladar a Alemanya i va estudiar amb Lilli Lehmann, una reconeguda professora de veu. Després va estudiar amb una altra famosa soprano, Ninon Vallin, primer a l'Argentina i en acabat a París. La relació de Houston amb Heitor Villa Lobos va començar a l'adolescència. Houston va ser solista als concerts de Villa Lobos a París el 1927. El 1928 es va casar amb Benjamin Péret, poeta surrealista francès, amb qui va viure al Brasil de 1929 a 1931. El seu fill, Geyser, va néixer a Rio de Janeiro el 1931.
A finals de la dècada de 1930, Houston s'havia traslladat a la ciutat de Nova York. Va ser una cantant brillant, especialment hàbil en la interpretació de cançons brasileres. El The New York Times durant aquesta època va elogiar per les seves actuacions. També va ser una defensora activa dels joves compositors llatinoamericans, interpretant peces primerenques de compositors com Jayme Ovalle i Camargo Guarnieri.
Va morir el 1943. La seva mort va ser catalogada com un aparent suïcidi.